# 8-й округ департамента Приморская Сена
8-й избирательный округ департамента Приморская Сена включает четыре коммуны округа Гавр, в том числе около половины города Гавр. Общая численность избирателей, включенных в списки для голосования в 2012 г. — 70 540 чел.
Действующим депутатом Национального собрания по 8-му округу является Катрин Троаллик (	Catherine Troallic, Социалистическая партия).
|  | Начало срока      | Конец срока       | Депутат         | Партия                  |
|  | ----------------- | ----------------- | --------------- | ----------------------- |
|  | 18 июня 2012 г.   | н/вр              | Катрин Троаллик | Социалистическая партия |
|  | 20 июня 2007 г.   | 17 июня 2012 г.   | Даниэль Поль    | Коммунистическая партия |
|  | 19 июня 2002 г.   | 19 июня 2007 г.   | Даниэль Поль    | Коммунистическая партия |
|  | 12 июня 1997 г.   | 18 июня 2002 г.   | Даниэль Поль    | Коммунистическая партия |
|  | 02 апреля 1993 г. | 21 апреля 1997 г. | Даниэль Кольяр  | Коммунистическая партия |
|  | 23 июня 1988 г.   | 01 апреля 1993 г. | Андре Дюромеа   | Коммунистическая партия |

## Результаты выборов
Выборы депутатов Национального собрания 2012 г.:
|                | Кандидат             | Партия                    | Первый тур | Первый тур     | Второй тур | Второй тур |
| Кол-во голосов | Кандидат             | Партия                    | % голосов  | Кол-во голосов | % голосов  |            |
| -------------- | -------------------- | ------------------------- | ---------- | -------------- | ---------- | ---------- |
|                | Катрин Троаллик      | Социалистическая партия   | 10 182     | 30,50          | 17 959     | 100,00     |
|                | Жан-Поль Лекок       | Левый фронт               | 10 099     | 30,26          |            |            |
|                | Агнес Канай          | Союз за народное движение | 6 555      | 19,64          |            |            |
|                | Филипп Фуше-Сайанфес | Национальный фронт        | 4 875      | 14,60          |            |            |
|                | Пьер Дьёлафе         | Партия зеленых            | 803        | 2,41           |            |            |
| Прочие         | Прочие               | Прочие                    |            | менее 1 %      |            |            |

Выборы депутатов Национального собрания 2007 г.:
|                | Кандидат          | Партия                    | Первый тур | Первый тур     | Второй тур | Второй тур |
| Кол-во голосов | Кандидат          | Партия                    | % голосов  | Кол-во голосов | % голосов  |            |
| -------------- | ----------------- | ------------------------- | ---------- | -------------- | ---------- | ---------- |
|                | Даниэль Поль      | Коммунистическая партия   | 6 369      | 25,19          | 14 423     | 57,43      |
|                | Агата Кайер       | Союз за народное движение | 8 683      | 34,34          | 10 689     | 42,57      |
|                | Нажва Конфет      | Социалистическая партия   | 4 512      | 17,85          |            |            |
|                | Жан-Франсуа Тузе  | Национальный фронт        | 1 755      | 6,94           |            |            |
|                | Флоран Сен Мартен | Демократическое движение  | 1 271      | 5,03           |            |            |
|                | Эрик Донфю        | Прочие левые              | 612        | 2,42           |            |            |
|                | Жиль Удуен        | Крайне левые              | 463        | 1,83           |            |            |
|                | Жером Дешам       | Партия зеленых            | 447        | 1,77           |            |            |
|                | Жан-Дени Лёк      | Радикальная левая партия  | 336        | 1,33           |            |            |
|                | Сильвен Симон     | Экологисты                | 329        | 1,30           |            |            |
| Прочие         | Прочие            | Прочие                    |            | менее 1 %      |            |            |